# Khao San

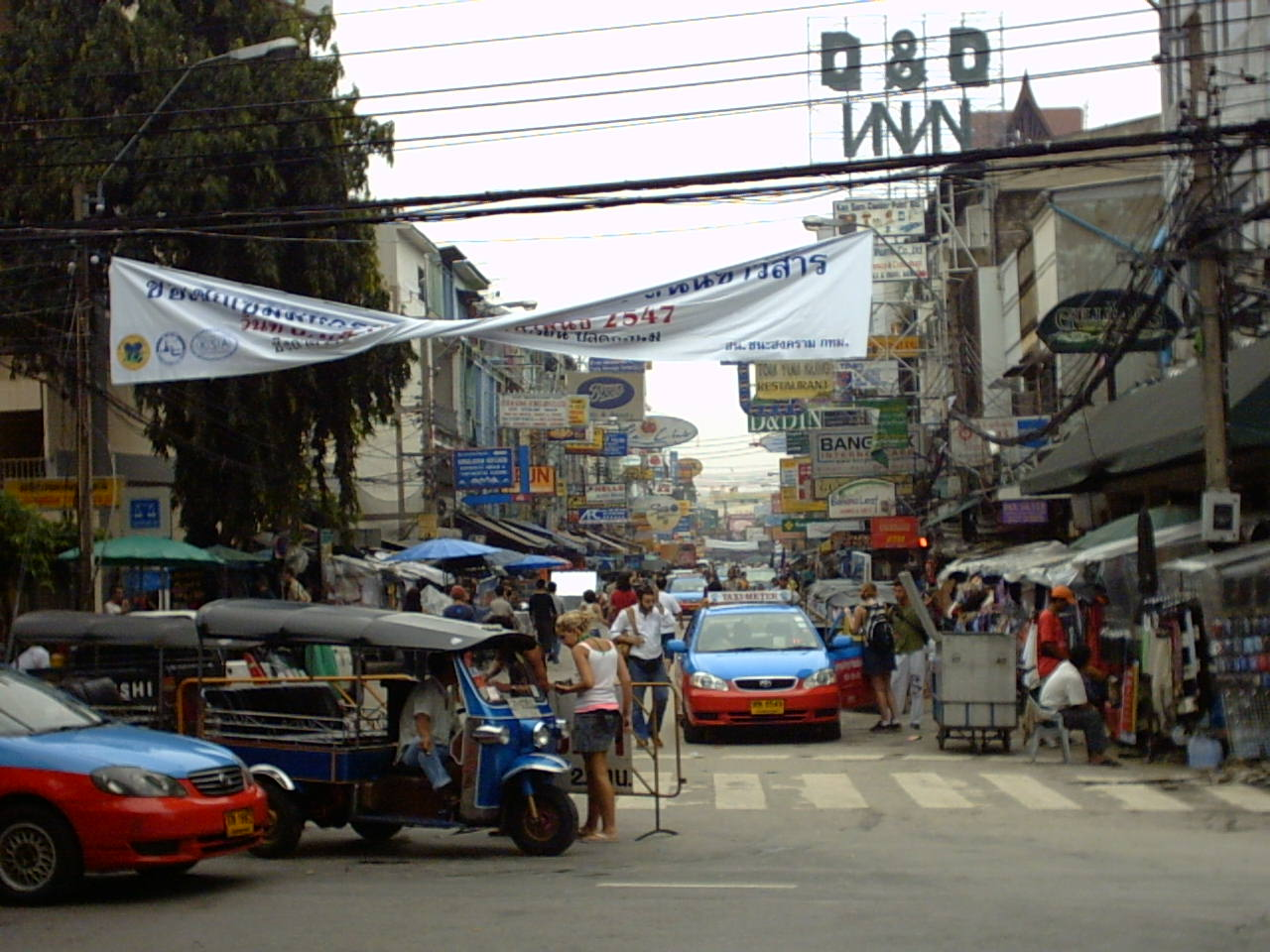
Khao San bij daglicht

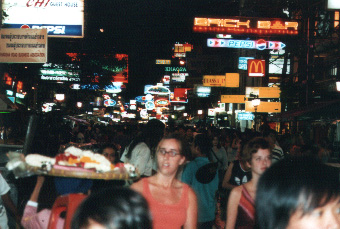
Khao San bij nacht

Thanon Khao San of Thanon Khaosan (Thai ถนนข้าวสาร) is een korte straat in het (oude) centrum van Bangkok, Thailand. Het is te vinden in het gebied met de naam Banglamphoo (Phra Nakhon district) en ligt ongeveer 1 km ten noorden van het Koninklijk Paleis en Wat Phra Kaew.
De laatste jaren heeft deze straat zich ontwikkeld als dé straat voor rugzaktoeristen. Hier zijn, in vergelijking met andere plaatsen in het centrum van de stad, relatief goedkope kamers te vinden. Er zijn kamers te vinden met enkel een matras in een kamer tot luxe kamers die van alle gemakken voorzien zijn. De toeristische activiteiten van de Khaosan Road zijn ook te vinden op de langere en gedeeltelijk parallel lopende straat Soi Rambuttri.
Veel toeristen gebruiken Khao San als het startpunt voor hun verdere reis door Thailand omdat er in de omgeving veel reisbureaus gevestigd zijn. Met deze bureaus kun je praktisch naar elke toeristische bestemming in Thailand reizen, zoals Chiang Mai in het noorden en Ko Pha Ngan in het zuiden van Thailand.
Winkels die hier gevestigd zijn verkopen voornamelijk handwerk, schilderijen, kleding, illegale cd's / dvd's, nagemaakte officiële papieren (bijvoorbeeld voor duiken), etenswaar, boeken en allerhande zaken die handig zijn voor rugzaktoeristen.
Khao San is de laatste jaren ook populair geworden onder de lokale bevolking, zoals artiesten en studenten van een kunstopleiding. Er zijn in deze straat ook veel restaurants en bars te vinden waar veel mensen ervaringen uitwisselen over het reizen in Thailand. Khao San en omliggende straten zijn eveneens een belangrijke feestplaats voor toeristen tijdens het Thaise Nieuwjaar, Songkran, wat plaatsvindt op 13, 14 en 15 april.
Khao San betekent 'onbewerkte rijst' in het Thais. Voordat het een toeristische trekpleister werd was de straat een belangrijke rijstmarkt in Bangkok.